# Tureni
Tureni é uma comuna romena localizada no distrito de Cluj, na região histórica da Transilvânia. A comuna possui uma área de 74.00 km² e sua população era de 2521 habitantes segundo o censo de 2007.